# Scytalopus pachecoi
Scytalopus pachecoi — вид горобцеподібних птахів родини галітових (Rhinocryptidae). Описаний у 2005 році. Вид названо на честь бразильського орнітолога Хосе Фернанду Пачеку.

## Поширення
Вид поширений на півдні Бразилії (Ріу-Гранді-ду-Сул і Санта-Катарина) і в провінції Місьйонес на крайньому північному сході Аргентини. Мешкає в лісах і на узліссях, де його часто зустрічають біля струмків і в підліску, наприклад, у заростях бамбука, на висоті до 1500 м.

## Опис
Птах завдовжки до 12 см і вагою близько 15 г. Верхня частина тіла самця переважно темно-сіра, а нижня блідо-сіра. Боки жовтуваті з темними смугами. Самиця темніша.